# Broken (film, 2012)
Pour les articles homonymes, voir Broken.
Pour plus de détails, voir Fiche technique et Distribution.
Broken est un film dramatique britannique réalisé par  Rufus Norris, inspiré du roman Broken de Daniel Clay et sorti en 2012. 

## Synopsis
Emily « Skunk » Cunningham est une jeune adolescente anglaise. Elle habite avec son père dans une impasse d'un quartier résidentiel, où se joue le drame impliquant les habitants de deux autres pavillons voisins.
Skunk sympathise par des regards amicaux avec un de ses voisins, Rick Buckley, un jeune adulte un peu niais. Bob Oswald, un autre voisin, est un veuf violent qui surprotège ses trois filles, en vain, contre toute approche des garçons. Lorsqu'il découvre un préservatif dans les affaires d'une de ses filles, Susan, celle-ci prise de court, dénonce faussement Rick. Il décide de le tabasser. Skunk est témoin de la scène. Bob, imaginant que sa fille a été violée par Rick, porte plainte. Ce dernier est emmené par la police ce qui provoque l'incompréhension de Skunk, qui n'est pas au courant de ce qui s'est produit. Rick, vite innocenté, reste traumatisé et est interné en hôpital psychiatrique.
Skunk est une fille intelligente et clairvoyante sur la vie. Pour son entrée au collège, elle est repérée par Mike Kiernan, un de ses professeurs, également amant de sa gardienne Kasia (Katia en VF). Finalement, Kasia rejette Mike et se met en ménage avec Archie Cunnigham, le père de Skunk, lui-même divorcé.
Tandis que ses deux filles aînées, Susan et Saskia, sont dévergondées et couchent facilement avec plusieurs garçons — dont le frère de Skunk — reproduisant les violences de son père, la plus jeune fille de Bob Oswald, Sunrise, pratique le racket au collège, notamment à l'encontre Skunk. S'étant rebellé contre le racket, Skunk se fait tabasser par Sunrise aidé de Saskia. C'est Mike qui intervient pour y mettre fin. Lorsque Susan tombe enceinte, cette fois-ci, Mike est accusé d'être le père. Bob déchaîne aussitôt sa violence contre lui et le blesse sérieusement, le frappant devant sa classe, pétrifiée, sauf Skunk qui seule intervient. Archie, avocat de profession, défend Mike. Lors d'une fête très arrosée organisée par les filles de Bob en son absence, Susan fait une fausse couche.
Après une visite que lui fait Skunk, Rick sort de l'hôpital psychiatrique et rentre chez ses parents pour le week-end. Ce retour coïncide avec l'effervescence causée par l'arrivée de l'ambulance qui emmène Susan après sa fausse couche. Les autres filles en profitent pour insulter Rick et l'accuser d'être à l'origine de tous leurs maux. Ceci éveille chez Rick une violente réaction contre lui-même. Sa mère intervient, voulant consoler son fils, mais se tue par accident dans l'escalier. Le père rentre de faire des courses et se fait frapper par son propre fils qui n'arrive pas à expliquer la mort de sa mère. Skunk, apercevant Rick par la fenêtre la nuit, part lui rendre visite. Il lui explique qu'il ne lui veut pas de mal et que la mort de sa mère est un accident. Skunk se sentant menacée, reste avec lui toute la nuit. Diabétique, elle se met à souffrir de spasmes dus à son manque d'insuline. Au matin, lorsque Bob Oswald rentre chez lui, il découvre dans la maison voisine, Rick qui s'est suicidé et Skunk agonisante, dans le coma et appel les secours. 
Le film se termine dans une église — représentation symbolique du « tunnel » entre la vie et la mort. Skunk hésite à retrouver dans l'au-delà ses amis (Rick et son petit ami qui l'a quittée) et l'appel de son père vers la vie, au seuil de la porte (et lui parlant à son chevet). Elle se réveille de son coma.

## Fiche technique
- Titre original et français : Broken
- Réalisation :  Rufus Norris
- Scénario : Mark O'Rowe, d'après le roman Broken de Daniel Clay
- Direction artistique : Kave Quinn
- Décors : Dan Taylor
- Costumes : Jane Petrie
- Photographie : Rob Hardy (en)
- Son : Ian Wilson
- Montage : Rob Hardy
- Musique : Electric Wave Bureau
- Production : Tally Garner, Bill Kenwright, Dixie Linder et Nick Marston
- Sociétés de production : BBC Films, Bill Kenwright Films et Cuba Pictures
- Sociétés de distribution :  Le Pacte
- Budget :
- Pays d’origine :  Royaume-Uni
- Langue originale : anglais
- Format : couleur - 1,85:1 - 35 mm
- Genre : Drame
- Durée : 90 minutes
- Dates de sortie :
 France : 17 mai 2012 (51e semaine de la critique[1] au Festival de Cannes 2012[2]), 22 août 2012[2] (sortie nationale)
 Royaume-Uni : 2012

## Distribution
- Eloise Laurence (V. F. : Manon Corneille) : Emily "Skunk" Cunnigham, la jeune adolescente
- Tim Roth (V. F. : Nicolas Marié) : Archie Cunningham, avocat, le père de Skunk
- Bill Milner (V. F. : Gabriel Bismuth-Bienaimé) : Jed Cunningham, le frère de Skunk
- George Sargeant (V. F. : Germain Petit-Danico) : Dillon le petit ami de Skunk
- Zana Marjanovic (V. F. : Marie Donnio) : Kasia, la gardienne de Skunk, maîtresse de Mike, puis maîtresse d'Archie Cunningham
- Cillian Murphy (V. F. : Rémi Bichet) : Mike Kiernan, le professeur et amant de Kasia
- Robert Emms (V. F. : Julien Bouanich) : Rick Buckley, le jeune voisin niais interné en hôpital psychiatrique
- Denis Lawson (V. F. : Constantin Pappas) : M. Buckley, le père de Rick
- Claire Burt (V. F. : Carole Franck) : Mme Buckley, la mère de Rick
- Rory Kinnear (V. F. : Loïc Houdré) : Bob Oswald, le voisin veuf violent qui a trois filles
- Faye Daveney (V. F. : Léopoldine Serre) : Saskia Oswald, la fille la plus âgée de Bob Oswald
- Rosalie Kosky-Hensman (V. F. : Barbara Probst) : Susan Oswald, le deuxième fille de Bob Oswald qui tombe enceinte
- Martha Ryant (V. F. : Alice Orsat) : Sunrise Oswald, la plus jeune des filles de Bob, la raquetteuse du collège
- Seeta Indrani : la Docteresse Mortimer
- Lino Facioli : Stephen
- Lily James : Skunk (plus vieille)

Source et légende : Version française (V. F.) sur RS Doublage et selon le carton du doublage français sur le DVD zone 2.

## Distinctions

### Récompenses
- 2012 : British Independent Film Award du meilleur film et du meilleur acteur dans un second rôle pour Rory Kinnear
- 2013 : Meilleur film catégorie Fiction du Tournai Ramdam Festival

### Nominations
- Festival du film de Zurich (8e édition) : Compétition internationale du film
- Festival de Cannes 2012 (65e édition) : Caméra d'Or (Rufus Norris)
- Semaine Internationale de la Critique 2012 (51e édition) : Film d'ouverture (Rufus Norris)

## Box-office
Le film a cumulé 97 169 entrées en France